# Jissy de Wolf
 Jissy Johanna Margaretha (Jissy) de Wolf (Sneek, 3 maart 1972), is een voormalige Nederlandse roeister. Ze vertegenwoordigde Nederland op verschillende grote internationale wedstrijden. Eenmaal nam ze deel aan de Olympische Spelen, maar won bij die gelegenheid geen medaille.

## Levensloop
Op de Olympische Spelen van 1996 in Atlanta maakte ze op 24-jarige leeftijd haar olympisch debuut bij het roeien. Ze was de stuurvrouw op het roeionderdeel acht met stuurvrouw. De roeiwedstrijden werden gehouden op Lake Lanier, 88 kilometer noordoostelijk van Atlanta. Via de eliminaties (6.32,71) en de herkansing (6.08,85) plaatste de Nederlandse roeiploeg zich voor de finale. Met een tijd van 6.31,11 finishte de Nederlandse ploeg op een zesde plaats. De finale werd gewonnen door de Roemeense ploeg, die in 6.19,73 over de finish kwam.
De Wolf studeerde sociale geografie en was aangesloten bij studentenroeivereniging Gyas in Groningen.

## Palmares

### roeien (acht met stuurvrouw)
- 1994: 4e WK in Indianapolis - 6.10,00
- 1995:  WK in Tampere - 6.54,25
- 1996: 6e OS in Atlanta - 6.31,11

Femke Boelen · 
Marleen van der Velden · 
Astrid van Koert · 
Marieke Westerhof · 
Rita de Jong · 
Tessa Knaven · 
Tessa Appeldoorn · 
Muriel van Schilfgaarde · 
Jissy de Wolf (stuurvrouw)